# Mandi Burewala
Mandi Burewala – miasto we wschodnim Pakistanie, w prowincji Pendżab, na wschód od miasta Multan. Około 189 tys. mieszkańców.